# Príncipe-eleitor

Barrete de príncipe-eleitor modelo antigo Ältester Kurhut

Os eleitores ou príncipes-eleitores (em alemão é Kurfürst, plural Kurfürsten) foram os membros do colégio eleitoral do Sacro Império Romano-Germânico, tendo desde o século XIII, a função de eleger o Rei dos Romanos, ou, a partir de meados do século XVI em diante, diretamente o Imperador do Sacro Império Romano-Germânico.
O herdeiro aparente a um príncipe-eleitor leigo era conhecido como um príncipe eleitoral (em alemão:  Kurprinz). A dignidade do eleitor trazia um grande prestígio e ficava atrás apenas do rei ou imperador.
Variando em número entre 6 e 10 desde o século XIII até ao fim do império em 1806, os eleitores foram escolhidos de entre os mais importantes donos das terras do império.
Num documento conhecido como a Bula Dourada (1356) o seu estatuto foi regulamentado pelo imperador Carlos IV, que os reconheceu como governadores quase-independentes dentro dos seus territórios. Cada um dos príncipes recebeu também um ministério especial, que lhes conferia determinadas obrigações.
A Bula Dourada de 1356 estipulava também que o cargo de príncipe-eleitor deveria ser detido pelas seguintes autoridades:
- O Arcebispo de Mainz, arquichanceler do império para a Germânia
- O Arcebispo de Tréveris, arquichanceler do império para a Gália
- O Arcebispo de Colónia, arquichanceler do império para Itália
- O Rei da Boémia, copeiro-mor do império
- O Conde Palatino do Reno (cujas terras eram conhecidas como o Eleitorado do Palatinado ou simplesmente Palatinado), arquicomissário do império
- O Eleitor da Saxónia, arquimarechal do império
- O Eleitor de Brandemburgo ou Marquês de Brandenburgo, cambreiro-mor do império

Os eleitores da Saxônia e de Brandenburgo tornaram-se mais tarde conhecidos como "o príncipe-eleitor da Saxónia" e "o príncipe-eleitor de Brandenburgo". O conde palatino do Reno foi chamado de "Eleitor do Palatinado" ou "Eleitor Palatino".
Os condes palatinos da Saxónia e do Reno também serviram de vigários imperiais, significando que ficaram encarregados oficialmente das partes oriental e ocidental do império, respectivamente, durante um interregnum.